# Реймсское розовое печенье
Реймсское розовое печенье (фр. Biscuit rose de Reims) — лёгкое сухое печенье розового цвета, ароматизированное ванилью и посыпанное сахарной пудрой. Традиционно производится в Реймсе.

## История
Реймсское розовое печенье было создано около 1690 года пекарями, которые не хотели, чтобы тепло печи, остающееся после выпечки хлеба, пропадало впустую. Они придумали особое тесто на основе муки, яиц и сахара, которое, после первого этапа выпекания, оставляли затем для подсушивания в постепенно остывающей печи (не случайно французское слово «бисквит» дословно означает «выпеченный дважды»). Так как полученный продукт сам по себе имел слабо выраженный вкус, его ароматизировали ванилью. Однако чёрные частички ванильных стручков портили внешний вид печенья, и, чтобы замаскировать их, в тесто стали добавлять краситель — кармин. Именно так печенье приобрело характерный розовый цвет.

## Приготовление
Реймсское розовое печенье традиционно изготавливается из муки, сахара, сырых яиц и дрожжей с добавлением ванили и кармина. Как правило, оно имеет продолговатую форму. Перед выпечкой печенье обильно посыпается сахарной пудрой. Тесто, выложенное на противни, помещается в печь и выпекается в течение 10 минут при температуре 150—200 °C. Затем его подсушивают в тепле, чтобы печенье приобрело свою особую текстуру. Готовый продукт хрустящий и очень лёгкий: на 100 граммов приходится около 12 печений.

## Дегустация
Поскольку реймсское розовое печенье достаточно твёрдое и сухое, оно не рассыпается при контакте с жидкостью. По наиболее распространённой традиции его принято обмакивать в шампанское. Оно может сопровождать и другие алкогольные напитки, в том числе портвейн и красное вино. Кроме того, как и любое иное печенье, его можно употреблять с чаем, кофе, молоком и другими напитками. Розовое печенье также служит ингредиентом для ряда десертов, созданных на его основе: в Шампани издаются целые сборники подобных рецептов. Печенье используется как целиком, так и в измельчённом виде, причём в кондитерских продаётся уже готовая крошка.

## Производители
Реймсское розовое печенье производится несколькими кондитерскими на территории бывшего региона Шампань — Арденны. Однако единственным производителем, изготовляющим его по традиционному рецепту с двойным выпеканием, является компания Maison Fossier, существующая с 1756 года. Расположенная на окраине Реймса и открытая для посещения фабрика выпекает около 60 млн печений в год.

## В культуре
В Реймсе распространена легенда, согласно которой будущие монархи, прибыв в Реймс на церемонию коронации, макали местное печенье в шампанское: если оно не крошилось, это считалось добрым знаком.

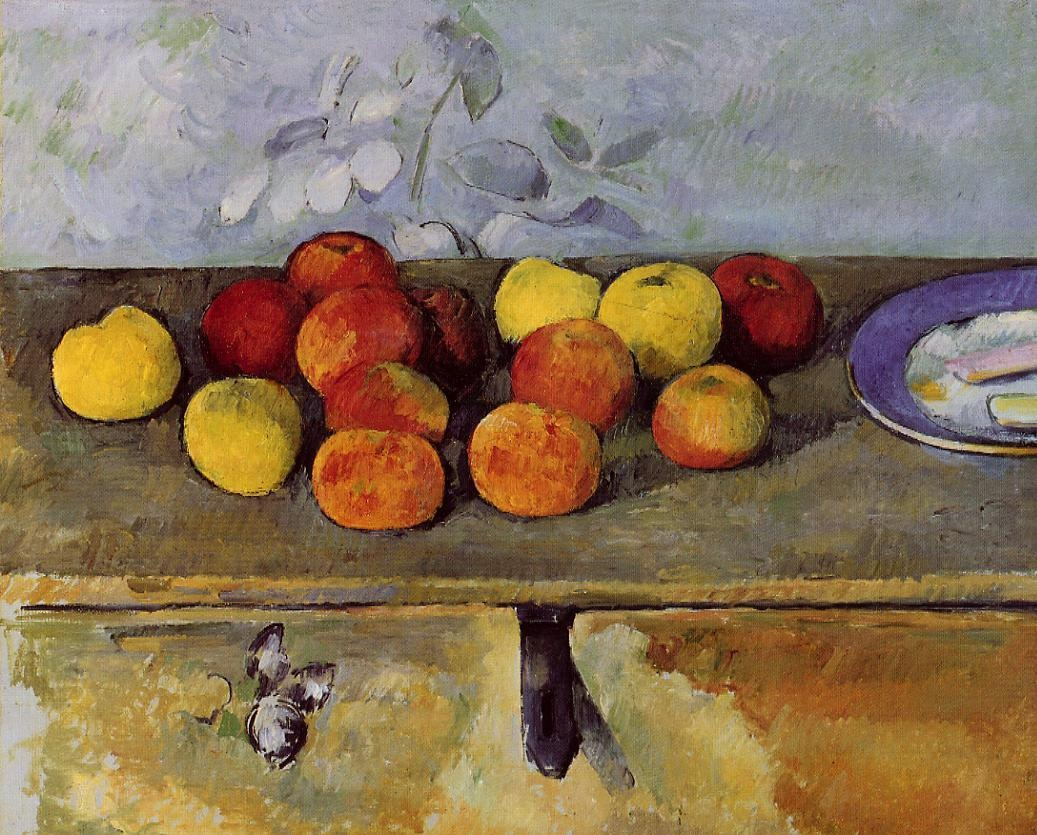
Поль Сезанн. Яблоки и печенье. Ок. 1880

Марсель Пруст в своей эпопее «В поисках утраченного времени» упоминает не только ставшие знаменитыми благодаря роману «мадленки», но и реймсское печенье. В романе «У Германтов», который занимает центральное место в цикле, Рассказчик отмечает: «Остроумие Германтов — по мнению герцогини, понятие такое же условное, как квадратура круга, ибо она полагала, что из всех Германтов отличается им только она, — славилось так же, как турская свинина или реймское печенье». Несмотря на то, что считается, что в этом фрагменте писатель скептически отзывается об особом «остроумии» Орианы, герцогини Германтской, авторитет, которым пользовалось традиционное реймсское печенье, не вызывает сомнения.
Поль Сезанн включил реймсское розовое печенье в пять своих натюрмортов (один из них изображён на стофранковой купюре, посвящённой художнику).
О реймсском печенье, на первый взгляд твёрдом как камень, но тающем во рту после того как его обмакнут в вино, писала Колетт.
Патрик Пуавр д’Арвор называл реймсское печенье «своей мадленкой» (аллюзия на Пруста) и описывал как «розовое облачко, чуть присыпанное пудрой».